# Auberg (Górna Austria)
Auberg – gmina w Austrii, w kraju związkowym Górna Austria, w powiecie Rohrbach. Liczy 552 mieszkańców (1 stycznia 2015).